# Tony Hale
Anthony Russell "Tony" Hale (West Point, Nueva York, 30 de septiembre de 1970) es un actor de comedia estadounidense, más conocido por su papel de "Buster" en la serie Arrested Development. También es conocido por el papel de Gary Walsh en la comedia Veep, papel por el que ganó dos premios Emmy como mejor actor de reparto, en 2013 y 2015.

## Primeros años
Tony Hale nació en West Point, Nueva York, el 30 de septiembre de 1970. Creció en Tallahassee, Florida, donde comenzó su carrera actoral. Tras graduarse de la universidad en 1994 se mudó a Nueva York, donde residió por casi diez años.

## Carrera

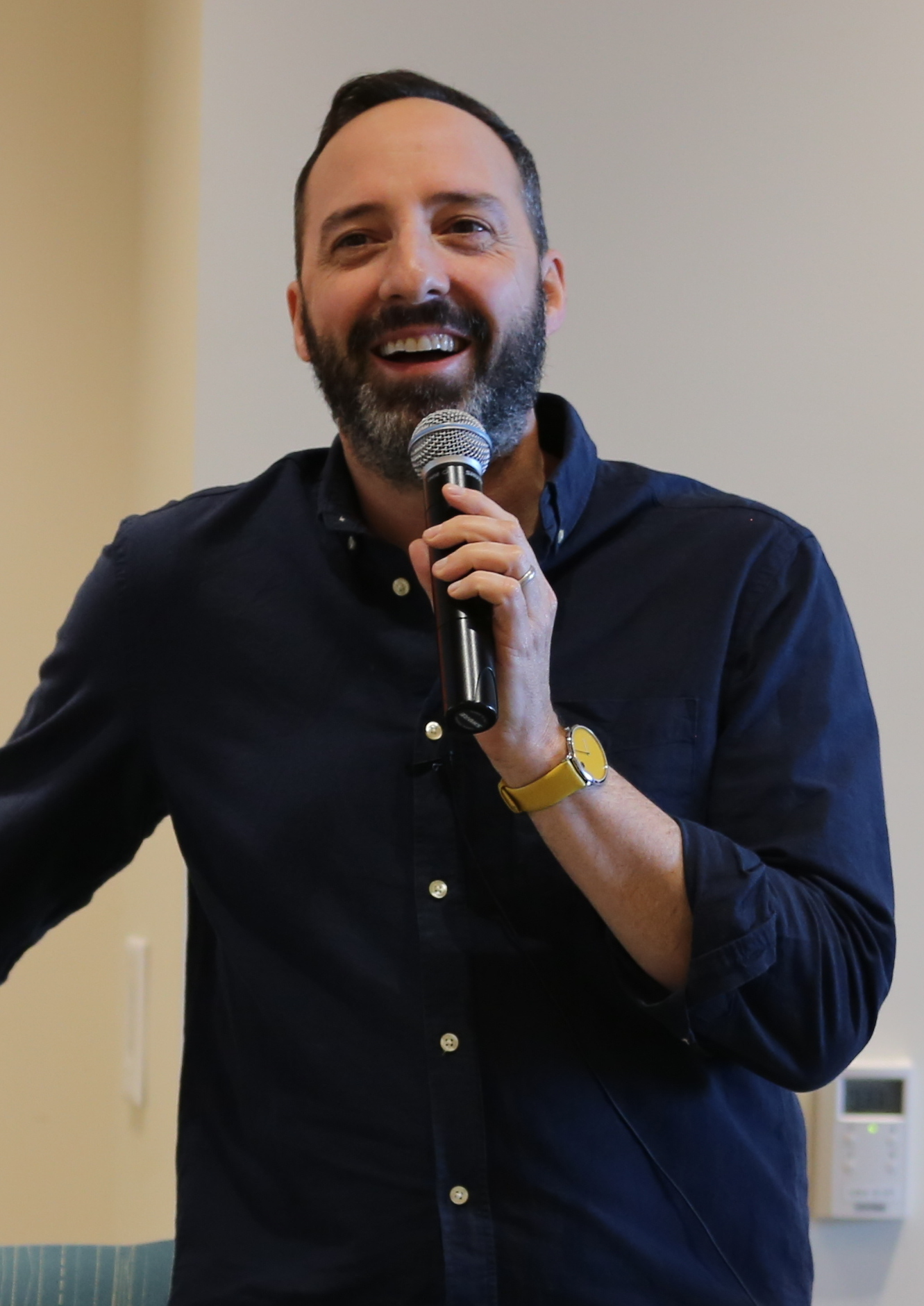
Programa de teatro de la Universidad Pepperdine.

Hale participó en papeles menores en shows televisivos como Dawson's Creek, Los Sopranos, y Sex and the City. En 1999 participó en un comercial para Volkswagen, donde bailaba la canción "Mr. Roboto" de Styx, episodio que luego sería parodiado en la sitcom Arrested Development. 
Entre 2003 y 2006, con un retorno en 2013, Tony Hale fue reconocido por su papel como "Buster", el neurótico menor de los hermanos en Arrested Development. Tuvo pequeños papeles en las películas Más extraño que la ficción y Because I Said So. En 2008, fue la voz de Furlough en el film animado The Tale of Despereaux. Entre 2008 y 2010 tuvo un papel recurrente en la serie Chuck. Su alejamiento le dio espacio para protagonizar la serie web Ctrl, producida por la cadena NBC. En 2009 se unió al elenco de Numb3rs en el rol del profesor Russell Lazlo.
En 2012, Hale comenzó a participar de la comedia de HBO Veep en el papel de Gary Walsh, el asistente personal de la vicepresidenta Selina Meyer, interpretada por Julia Louis-Dreyfus. Por este rol, en 2013, fue nominado y obtuvo por primera vez un Emmy al mejor actor de reparto en comedia.

## Vida personal
En mayo de 2003, Tony Hale se casó con la maquilladora Martel Thompson, con quien tiene una hija.

## Filmografía

### Películas
| Año      | Título                                           | Rol                      | Notas                              |
| -------- | ------------------------------------------------ | ------------------------ | ---------------------------------- |
| 2003     | My Blind Brother                                 | Bill                     |                                    |
| 2004     | Stateside                                        | Donny                    |                                    |
| 2005     | Fortunes                                         | Phil Yount               |                                    |
| 2006     | Menores Sin Control                              | Alan Davies              |                                    |
| 2006     | Más extraño que la ficción                       | Dave                     |                                    |
| 2006     | The Beach Party at the Threshold of Hell         | Biógrafo                 |                                    |
| 2006     | RV                                               | Frank                    |                                    |
| 2006     | Larry the Cable Guy: Health Inspector            | Jack Dabbs               |                                    |
| 2006     | The Proper Care & Feeding of an American Messiah | Propietario con demonios |                                    |
| 2007     | Flatland: The Movie                              | Rey de Pointland         | Voz                                |
| 2007     | ¡Porque lo digo yo!                              | Stuart                   |                                    |
| 2007     | Dante's Inferno                                  | Papa Nicolás III         | Voz                                |
| 2008     | Archie's Final Project                           | Trabajador social        |                                    |
| 2008     | The Tale of Despereaux                           | Furlough                 | Voz                                |
| 2008     | The Year of Getting to Know Us                   | Nickie                   |                                    |
| 2009     | The Goods: Live Hard, Sell Hard                  | Wade                     |                                    |
| 2009     | The Informant!                                   | James Epstein            |                                    |
| 2009     | The Answer Man                                   | Cartero                  |                                    |
| 2010     | Happythankyoumoreplease                          | Sam #2                   |                                    |
| 2010     | In My Sleep                                      | Ben                      |                                    |
| 2011     | Wuss                                             | Sr. Crowder              |                                    |
| 2011     | Perfect                                          | Gene                     | Cortometraje                       |
| 2011     | Sironia                                          | Chad                     |                                    |
| 2012     | First in Fight                                   | Wilbur Wright            | Cortometraje                       |
| 2012     | Not That Funny                                   | Stefan Lane              |                                    |
| 2013     | The Heat                                         |                          |                                    |
| 2013     | The Kings of Summer                              | Pasajero de autobús      |                                    |
| 2013     | Bud Selig Must Die                               | Jerry                    | Cortometraje                       |
| 2014     | L.A. Traffic Tours with Tony Hale                |                          | Cortometraje                       |
| 2014     | The Nobodies                                     | Postal Boss              | Cortometraje                       |
| 2015     | Alvin y las ardillas: aventura sobre ruedas      | Agente James             |                                    |
| 2015     | Night Owls                                       | Dr. Newman               |                                    |
| 2015     | American Ultra                                   | Agente Petey Douglas     | Cortometraje                       |
| 2016     | Dominion                                         | Brinnan                  |                                    |
| 2016     | Yoga Hosers                                      | Bob Collette             |                                    |
| 2016     | The Angry Birds Movie                            | Ross/Mimo/Cyrus          | Papel de voz                       |
| 2016     | Brave New Jersey                                 | Clark Hill               |                                    |
| 2017     | Transformers: el último caballero                | JPL Engineer             |                                    |
| 2017     | And Then I Go                                    | Mr. Mosley               |                                    |
| 2018     | 15:17 Tren a París                               |                          |                                    |
| 2018     | Love, Simon                                      | Director Worth           |                                    |
| 2019     | Toy Story 4                                      | Forky                    | Voz                                |
| 20232023 | La mujer del momento                             | Ed Burke                 | Basado en el presentador Jim Lange |
| 2024     | Megamind vs. the Doom Syndicate                  | Mel / Mr. Donut          |                                    |
| 2024     | Unfrosted                                        | Eddie Mink               |                                    |
| 2024     | Inside Out 2                                     | Temor                    | Voz, reemplaza a Bill Hader        |

### Televisión
| Año            | Título                                                | Rol                                                    | Notas                                                              |
| -------------- | ----------------------------------------------------- | ------------------------------------------------------ | ------------------------------------------------------------------ |
| 1997           | Ghost Stories                                         | Billy Thorpe                                           | Episodio: "Personal Demons"                                        |
| 1998           | Legacy                                                | Hyram                                                  | Episodio: "The Gift"                                               |
| 2001           | Sex and the City                                      | Tiger                                                  | Episodio: "The Real Me"                                            |
| 2001           | Los Sopranos                                          | RN Collins                                             | Episodio: "Una segunda opinión"                                    |
| 2001           | Dawson's Creek                                        | Doctor Bronin                                          | Episodio: "A Winter's Tale"                                        |
| 2003–2006 2013 | Arrested Development                                  | Byron "Buster" Bluth                                   | Elenco principal                                                   |
| 2005           | Stacked                                               | Brent Lamble                                           | Episodio: "Beat the Candidate"                                     |
| 2007           | Big Day                                               | David                                                  | Episodio: "Last Chance to Marry Jane"                              |
| 2007           | Andy Barker P.I.                                      | Simon                                                  |                                                                    |
| 2008–2010      | Chuck                                                 | Emmett Milbarge                                        | 14 episodios                                                       |
| 2008–2009      | ER                                                    | Norman                                                 | Episodios: "Life After Death" y "T-Minus-6"                        |
| 2008           | Samantha Who?                                         | Dr. Andy Adams                                         | Episodio: "The Pill"                                               |
| 2009           | United States of Tara                                 | Oral Gershenoff                                        | Episodio: "Aftermath"                                              |
| 2009           | Rules of Engagement                                   | Steve                                                  | Episodio: "May Divorce Be With You"                                |
| 2009–2010      | Numb3rs                                               | Russell Lazlo                                          | Episodios: "Hydra" y "Devil Girl"                                  |
| 2010           | Las desventuras de Tim                                | Vince                                                  | Voz; Episodio: "Tim's Beard"                                       |
| 2010           | Community                                             | Profesor Holly                                         | Episodio: "Beginner Pottery"                                       |
| 2010           | Law & Order                                           | Phillip Shoemaker                                      | Episodio: "Brazil"                                                 |
| 2010           | Justified                                             | David Mortimer                                         | Episodio: "The Collection"                                         |
| 2010           | Medium                                                | Gil Bureli                                             | Episodio: "The Match Game"                                         |
| 2011           | Human Target                                          | Harry                                                  | Episodios: "Communication Breakdown" y "The Trouble With Harry"    |
| 2011           | Royal Pains                                           | Andy                                                   | Episodio: "Ta Da For"                                              |
| 2011           | NTSF:SD:SUV::                                         | Dr. Karl                                               | Episodio: "Dolphinnegan's Wake"                                    |
| 2011           | Good Vibes                                            | Wadska                                                 | Voz                                                                |
| 2011           | Psych                                                 | Jerry Kincaid                                          | Episodio: "Neil Simon's Lover's Retreat"                           |
| 2012–2019      | Veep                                                  | Gary Walsh                                             | Elenco principal                                                   |
| 2012           | Law & Order: Special Victims Unit                     | Rick Simms                                             | Episodio: "Learning Curve"                                         |
| 2012           | Up All Night                                          | Dr. Welborn                                            | Episodio: "Ma'am'd"                                                |
| 2013           | Drunk History                                         | Meriwether Lewis                                       | Episodio: "Nashville"                                              |
| 2013–2016      | Sanjay y Craig                                        | Mr. Noodman                                            | Voz                                                                |
| 2013           | Doctora Juguetes                                      | Tobias el elfo                                         | Voz. Episodio: "A Very McStuffins Christmas"                       |
| 2013           | Comedy Bang! Bang!                                    | King of Cards                                          | Episodio: "Jessica Alba Wears a Jacket with Patent Leather Pumps"  |
| 2013           | The High Fructose Adventures of Annoying Orange       | Nabo / César                                           | Voz. Episodios: "Orange Say Knock You Out", "Shakesparagus Speare" |
| 2014           | About a Boy                                           | Hugh Womple                                            | Episodio: "About a boy's dad"                                      |
| 2014           | Drunk History                                         | Ub Iwerks                                              | Episodio: "Hollywood"                                              |
| 2014           | The Birthday Boys                                     | Reginaldo Alphonsy                                     | Episodio: "Cerf's Folly"                                           |
| 2014–2016      | Drunk History                                         | Ub Iwerks / Edward Cope / Buster Keaton / James Monroe | 4 episodios                                                        |
| 2015           | Jake and the Never Land Pirates                       | Doctor Undergear (voz)                                 | 4 episodios                                                        |
| 2015           | Childrens Hospital                                    | Brad Lendricks                                         | Episodio: "Me, Owen"                                               |
| 2016           | The $100,000 Pyramid                                  | Él mismo/celebridad invitada                           | Episodio: "Tony Hale vs. Justin Long"                              |
| 2016           | VeggieTales in the House                              | Yambot, Malvavisco matón y voz de computadora          | Episodio: "Yambot"                                                 |
| 2017           | Animals.                                              | Matthew (voz)                                          | Episodio: "Worms Birds Possums"                                    |
| 2017           | Rick and Morty                                        | Death Stalker Eli (voz)                                | Episodio: "Rickmancing the Stone"                                  |
| 2017           | Difficult People                                      | Él mismo                                               | Episodio: "The Silkwood"                                           |
| 2018-2019      | A Series of Unfortunate Events                        | Jerome Squalor / Jerome Miseria                        | Recurrente 5 episodios Netflix                                     |
| 2019           | Amphibia                                              | Gary                                                   |                                                                    |
| 2019           | La próxima gran aventura de Archibald                 | Archibald (voz)                                        | 13 episodios                                                       |
| 2021           | La misteriosa sociedad Benedict (serie de televisión) | Mr. Benedict / Mr. Curtain                             | Protagonista-Antagonista Disney +                                  |
| 2025           | Dream Productions                                     | Temor                                                  | Voz                                                                |

### Videos musicales
| Año  | Banda           | Canción     |
| ---- | --------------- | ----------- |
| 2007 | Switchfoot      | "Awakening" |
| 2008 | Fall Out Boy    | "Beat It"   |
| 2014 | Lady Antebellum | "Bartender" |

### Series web
| Año  | Título                                    | Rol    |
| ---- | ----------------------------------------- | ------ |
| 2008 | Ctrl                                      | Stuart |
| 2013 | The Mythical Show (2º episodio - YouTube) |        |

## Premios y nominaciones
| Año       | Premio                           | Categoría                                                  | Trabajo              | Resultado |
| --------- | -------------------------------- | ---------------------------------------------------------- | -------------------- | --------- |
| 2004-2005 | Premios del Sindicato de Actores | Mejor Reparto de Televisión - Comedia                      | Arrested Development | Nominado  |
| 2013      | Premios Primetime Emmy           | Mejor actor de reparto - Serie de comedia                  | Veep                 | Ganador   |
| 2014      | Critics' Choice Television Award | Mejor actor de reparto en una serie de comedia             | Veep                 | Nominado  |
| 2014      | Premios Primetime Emmy           | Mejor actor de reparto - Serie de comedia                  | Veep                 | Nominado  |
| 2014      | Premios del Sindicato de Actores | Mejor Reparto de Televisión - Comedia                      | Veep                 | Nominado  |
| 2015      | Critics' Choice Television Award | Mejor actor de reparto en serie de comedia                 | Veep                 | Nominado  |
| 2015      | Premios Primetime Emmy           | Mejor actor de reparto - Serie de comedia                  | Veep                 | Ganador   |
| 2015      | Screen Actors Guild Awards       | Mejor Interpretación de un Reparto en una Serie de Comedia | Veep                 | Nominado  |
| 2016      | Premios Primetime Emmy           | Mejor actor de reparto - Serie de comedia                  | Veep                 | Nominado  |
| 2017      | Premios Primetime Emmy           | Mejor actor de reparto - Serie de comedia                  | Veep                 | Nominado  |